# 大戸関所

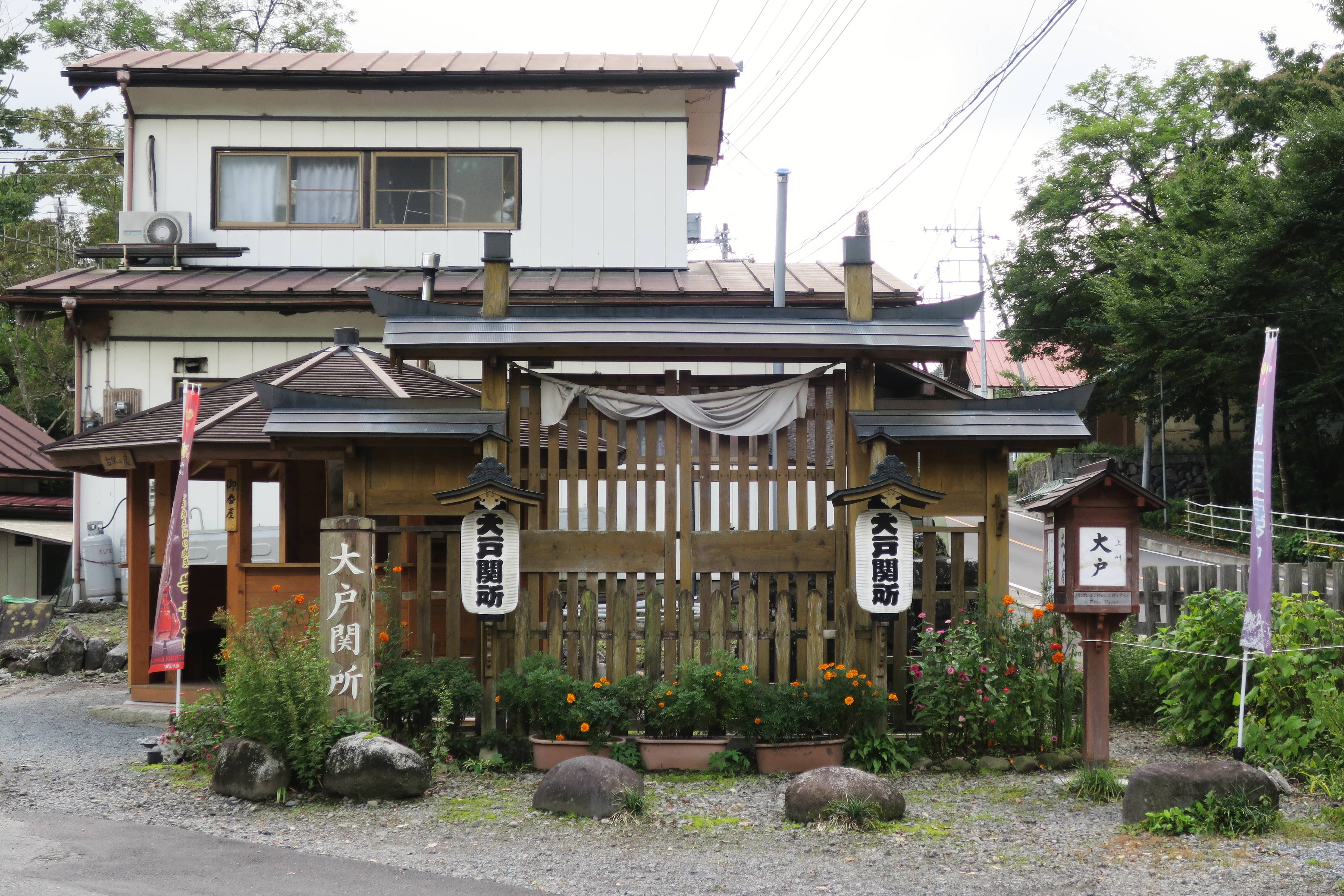
大戸関所跡

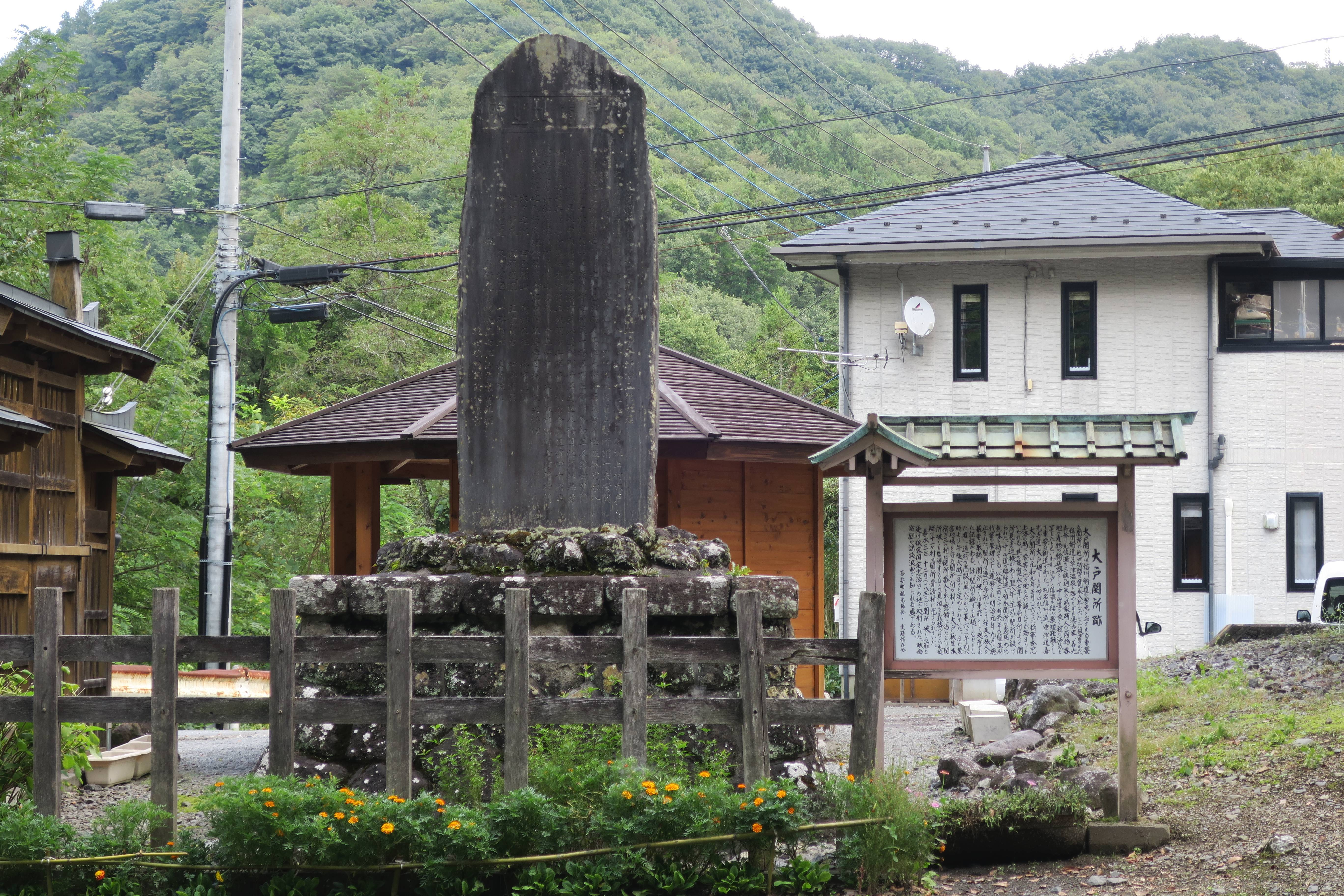
大戸関所跡の石碑

大戸関所（おおどせきしょ）は、江戸時代、信州街道（上州街道）の大戸宿（現・群馬県東吾妻町大戸）に置かれた関所。大戸宿の北端・温川と見城川が合流する断崖上に位置した。侠客・国定忠治が関所破りをして捕縛され、磔となったことでも知られる。

## 概要
大戸宿は鳥居峠を経由して上野国と信濃国を結ぶ信州街道の宿場であるのみならず、高崎から草津温泉に向かう草津街道の経由地として湯治客の往来が多かった。さらに原町（現・東吾妻町原町）方面へも通ずることから、吾妻渓谷で分断された吾妻郡の東西を暮坂峠とともに結ぶ要所であったことから関所が設置された。
元和9年（1623年）将軍徳川家光の上洛にあたり、安中藩主井伊直勝の家臣・向山久兵衛が守備したことにはじまるとされる。
寛永6年（1629年）までは本宿村関谷（東吾妻町本宿）にあったが、寛永8年（1631年）に大戸村に関所が設置されたという。
関所には間口6間・奥行3間で茅葺の番屋、大戸宿側の内御門、温川側の外御門、牢屋、高札場、塀、柵などの構造物があった。
岩鼻代官所の支配下に置かれ、関所役人は一場（大戸村）、加部（大戸村）、堀口（本宿村）、田中（萩生村）の4氏が世襲した。加部家はのちに加部安左衛門の名を世襲して酒造・鉱山・金融業によって財をなし上州一の分限者と言われた。
慶応4年（1868年）9月4日に岩鼻県知県事・大音竜太郎より関所の廃止が言い渡された。
明治3年（1870年）に関所の建物・建具・門は払い下げられ、門扉だけが発見されている。
跡地には大正5年（1916年）に石碑が建立された。
関所破りの記録は8件11人が確認でき、そのうち4人が磔となっている。
大戸関所関係文書は東吾妻町指定重要文化財となっている。